# 彼得大帝夏宫

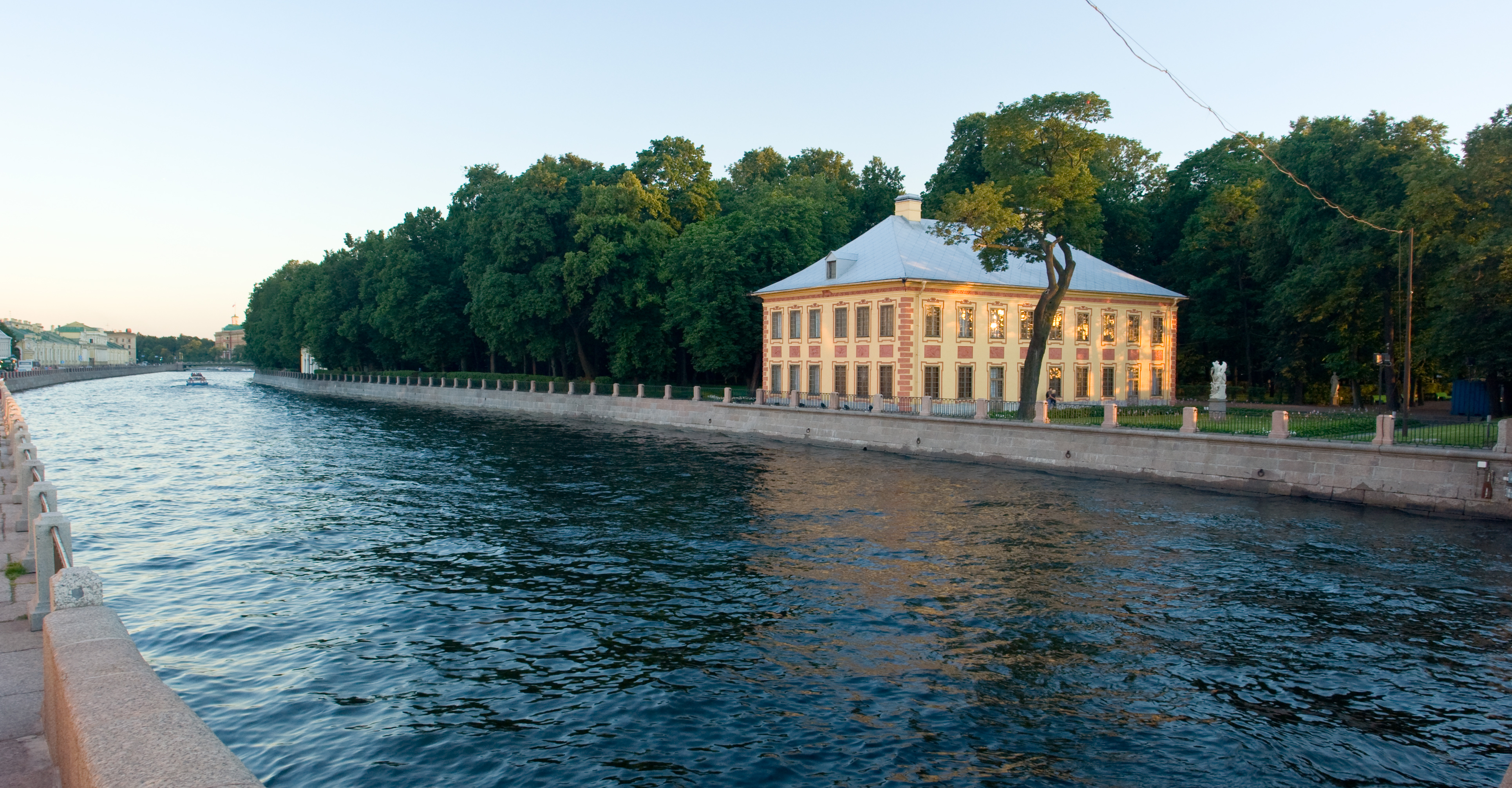

59°56′50″N 30°20′10″E / 59.9473333333°N 30.3361666667°E
彼得大帝夏宫 （俄语：Летний дворец）由彼得大帝建于1710至14年，位于新都圣彼得堡丰坦卡河河岸，今日的夏园内。这座简单的荷兰式建筑有14个主要房间。
1712年，彼得搬进部分完成的宫殿，在此度过夏天，直到1725年去世。他住在楼下，妻子叶卡捷琳娜住在楼上。
这座宫殿拥有供暖系统。在1960年代初，其橡树内饰进行了修葺。向公众开放，作为俄罗斯博物馆的一个分馆，直到2009年封馆整修。

## 图片
|  |  |  |  |  |
|  |  |  |  |  |